# M/S Gerd
Gerd, färja 342, är en av Trafikverket Färjerederiets bilfärjor. Hon går på Kornhallsleden, det vill säga sträckan Kornhall och Gunnesby på Nordre älv. 
Färjan var ny när den sattes i trafik på sträckan den 28 september 2004 och ersatte då Linfärjan Kornelia 62/324. Officiell kapacitet är 36 bilar även om vissa källor hävdar att den är 40 bilar.  
Hon hade ursprungligen diesel-elektrisk framdrivning men konverterades till el-drift via kabel 2017. Vid konverteringen kompletterades hon med en upprullningsbar kabel vilken också framgår av SVT-nyheters artikel efter konverteringen . Det finns dock fortfarande möjlighet att använda den diesel-elektriska framdrivningen vilket exempelvis görs ibland vintertid vid isbildning på Nordre Älv.